# 中泰拳坛生死战
《中泰拳坛生死战》（英語：The Tournamen）是1974年上映的一部电影，由黄枫执导，茅瑛等人出演的电影，该电影主要讲述的一个功夫家的后代为了给功夫家洗刷冤屈的故事。

## 劇情簡介
有一个功夫家的徒弟因为某些原因而去参加了一场在泰国的格斗比赛，而这个功夫家得知后，确定带着自己的孩子去支持自己的这位徒弟，但是最后他们在比赛中失利，而这自然是造成了这位功夫家就受到了国内武林界的指责。
而后他的徒弟因此而纷纷离开了这个功夫家，并且这个功夫家也因此而受不了打击所以自尽了，而后，他们的孩子为了洗刷自己父亲的冤屈，于是决定参加在泰国举办的比赛。

## 演员
- 茅瑛
- 黃家達
- 黃仁植
- 關山
- 衣依
- 王琛
- 洪金寶
- 陳全
- 唐偉成
- 葛香亭
- 洪性中
- 姜南
- 金琪珠
- 金军
- 陳會毅
- 黃楓
- 葛小寶
- 楊威
- 李昆
- 司馬華龍
- 朱牧
- 元華
- 林克明
- 陳龍
- 鍾發
- 元彬
- 曾志偉
- 元彪

## 相關連結
- 香港影庫上《中泰拳坛生死战》的資料（繁體中文）
- 豆瓣电影上《中泰拳坛生死战》的資料 （简体中文）
- 互联网电影数据库（IMDb）上《中泰拳坛生死战》的资料（英文）